# Сутора рудоголова
Суто́ра рудоголова (Psittiparus bakeri) — вид горобцеподібних птахів родини суторових (Paradoxornithidae). Мешкає в Південно-Східній Азії. Раніше вважався конспецифічним з рудою суторою. Вид названий на честь британського орнітолога Едварда Стюарта Бейкера.

## Опис
Довжина птаха становить 19-19,5 см. Верхня частина тіла світло-коричнева, голова рудувато-коричнева, горло і нижня частина тіла біла. Очі чорні, навколо очей блакитні кільця. Дзьоб короткий, міцний, вигнутий, зверху сіруватий, знизу білуватий.

## Підвиди
Виділяють два підвиди:
- P. b. bakeri (Hartert, E, 1900) — Північно-Східна Індія (на південь від Брахмапутри), північний схід Бангладешу, північна М'янма і південно-західний Китай;
- P. b. magnirostris Delacour, 1927 — північ В'єтнаму і Лаосу.

## Поширення і екологія
Рудоголові сутори мешкають в Індії, Бангладеш, М'янмі, Китаї, Лаосі і В'єтнамі. Вони живуть у вологих рівнинних і гірських тропічних лісах, на луках, зокрема на заплавних, в чагарникових і бамбукових заростях. Зустрічаються на висоті від 300 до 1930 м над рівнем моря. Живляться комахами, насінням і ягодами. Сезон розмноження в Індії триває з квітня по жовтень.